# Détroit d'Ormuz
Pour l’article homonyme, voir Île d'Ormuz.
Le détroit d'Ormuz (en arabe : مضيق هرمز / Maḍīq Hurmuz ; en persan : تنگه هرمز / Tange-ye Hormoz) est un détroit du golfe Persique. Il permet la communication avec le golfe d'Oman et doit son nom à l'île iranienne Ormuz, située au sud-est de Bandar Abbas. Les pays frontaliers sont au nord l'Iran et au sud les Émirats arabes unis (depuis Al
Jazīrah al Hamrā'), suivis du sultanat d'Oman (extrémité de la pointe sur la photo).

## Description

### Limites
Dans la 4e édition (2002) de son document S-23 « Limites des océans et des mers », l'Organisation hydrographique internationale proposait de définir les limites du détroit d'Ormuz de la façon suivante:
- À l'ouest : une ligne en direction du sud joignant le ra's-e Dastakān, sur l'île de Qeshm (Iran) (26° 32′ 16″ N, 55° 17′ 39″ E), au phare d'Al Jazīrah al Hamrā', aux Émirats arabes unis  (25° 43′ 20″ N, 55° 47′ 57″ E).

- Au sud-est : une ligne allant du ra’s Līmā’ (25° 56′ 43″ N, 56° 27′ 28″ E) sur la côte omanaise de la péninsule de Musandam, au Damāgheh-ye Kūh — ou ras Al Kuh — (25° 47′ 50″ N, 57° 17′ 52″ E) sur la côte iranienne.

Note : la quatrième édition n'ayant pas été approuvée à la majorité, les limites sont uniquement données à titre de renseignement.
Le détroit est long de 212 km avec un minimum de largeur de 55 km.

### Une importante voie commerciale
La voie d'accès au golfe Persique a une importance stratégique décisive : il constitue, en effet, une voie commerciale essentielle du trafic international, empruntée par plus de 30 % du commerce mondial de pétrole. Outre Oman, les Émirats arabes unis et l'Iran, le détroit commande l'accès à d'autres pays producteurs d'hydrocarbures aussi importants que l'Irak, le Koweït, l'Arabie saoudite, Bahreïn et le Qatar. Selon le département américain de l'Énergie, environ 2 400 pétroliers y transitent chaque année, pour un volume d'environ 17 millions de barils de pétrole par jour. Les navires doivent suivre un rail (montant/descendant ou entrant/sortant).

## Histoire

### Guerre Iran-Irak
Le détroit a été le théâtre de nombreux affrontements pendant la guerre Iran-Irak. Les intérêts américains de cette principale « route du pétrole » sont sécurisés par la cinquième flotte américaine basée au Bahreïn.
Le 18 avril 1988, dans le cadre d'une opération de déminage, la frégate américaine USS Samuel B. Roberts (en) est gravement endommagée par une mine iranienne. Les États-Unis, qui entretiennent à l'époque de très mauvaises relations avec l'Iran et soutiennent l'Irak, lancent une opération de représailles sous le nom de code Praying Mantis (mante religieuse). Plusieurs unités navales appuyées par l'aviation embarquée du porte-avions USS Enterprise, attaquent et détruisent les plates-formes pétrolières iraniennes Sassan et Sirri, qui, d'après le gouvernement américain, étaient utilisées comme bases par les vedettes rapides iraniennes. Une bataille navale s'ensuit, au cours de laquelle les Iraniens perdent un patrouilleur, une vedette, ainsi que la frégate Sahand. Quatre-vingt-sept militaires iraniens sont tués et plus de trois cents blessés. Cet affrontement est la plus grande bataille navale livrée par les États-Unis depuis la Seconde Guerre mondiale.
L'Iran a saisi la Cour internationale de Justice d'une requête contre les États-Unis pour la destruction de ses deux plates-formes. Dans son arrêt du 6 novembre 2003, la Cour a estimé que considérant les circonstances, cette destruction ne pouvait pas se justifier au nom de la légitime défense car elle ne répondait pas aux critères de nécessité et de proportionnalité de la légitime défense en droit international. Elle a cependant repoussé la demande iranienne d'indemnisation.
Un Airbus de la compagnie aérienne Iran Air est abattu le 3 juillet 1988 au-dessus du détroit d'Ormuz par un tir de missiles provenant du croiseur américain USS Vincennes. La catastrophe, qui fait 290 victimes civiles, dont 66 enfants, serait due à une méprise des militaires américains qui ont cru avoir affaire à un avion militaire iranien.

### Crise navale américano-iranienne de 2008

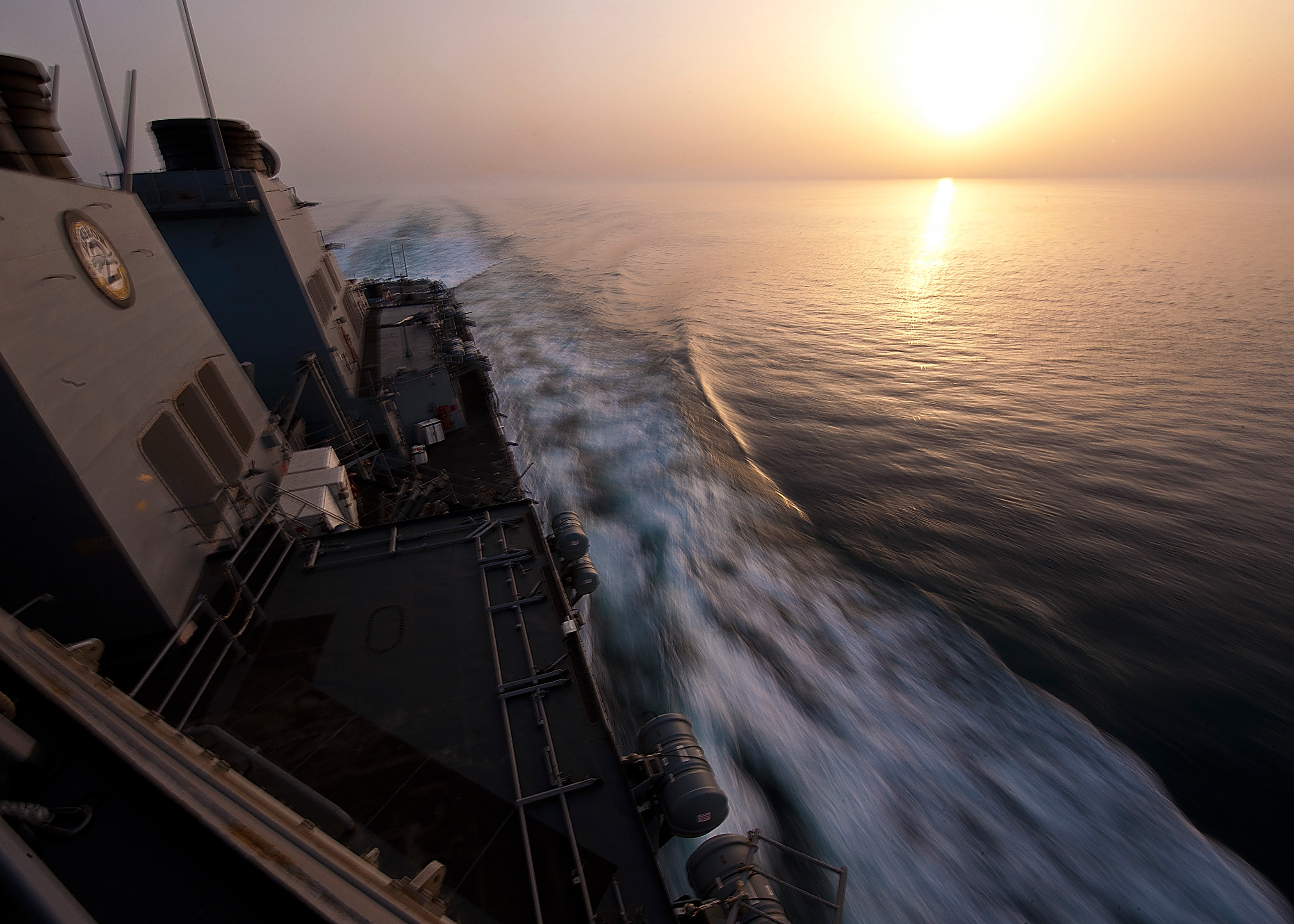
USS Porter (DDG-78).

Le 6 janvier 2008, le gouvernement américain annonce que trois navires de guerre américains, patrouillant dans le détroit d'Ormuz, ont été menacés par des vedettes rapides occupées par des Pasdaran (gardiens de la révolution) iraniens agissant de manière coordonnée. Les vedettes sont parties après les sommations d'usage. Il dénonce des manœuvres « provocatrices » commandées par le gouvernement iranien.
Le 29 juin 2008, le commandant du Corps des Gardiens de la révolution islamique, Mohammad Ali Jafari, déclare que si l'Iran était attaqué par Israël ou les États-Unis, il fermerait le détroit d'Ormuz. Le vice-amiral commandant la Cinquième flotte américaine, alors présente dans la région, réagit en indiquant qu'une telle mesure serait considérée comme un acte de guerre.

### Crise du détroit d'Ormuz
Le 27 décembre 2011, dans un contexte de renforcement des sanctions prises par de nombreux pays contre l'Iran en raison de son programme nucléaire controversé, le premier vice-président iranien Mohammad Reza Rahimi a annoncé que son pays fermerait le détroit d'Ormuz en cas de sanctions visant les exportations iraniennes de pétrole.

## Trafic maritime
Depuis l'accord conclu le 1er janvier 1975, Oman et l'Iran assurent, en commun, la surveillance du libre transit. En réalité, l'ensemble du passage se fait dans la partie omanaise du détroit, là où se trouve la zone la plus profonde du détroit et le dispositif de séparation du trafic. Les navires qui traversent le détroit suivent des couloirs de circulation larges de 3 km (l'un dans le sens est-ouest, et l'autre dans le sens ouest-est), séparés par un espace interdit à la navigation de 3 km. Ces dispositions ont été prises en vertu de la Convention des Nations unies sur le droit de la mer, art. 41-42 ; par ailleurs, Oman dispose d'une station radar située à la pointe de la péninsule de Musandam pour contrôler le trafic maritime.

## Couloir maritime stratégique

Carte du golfe Persique.

Ce détroit est un lieu stratégique car il est au cœur d'une zone riche en ressources. Il constitue la partie la plus orientale du golfe Persique, un espace extrêmement pourvu en hydrocarbures. Les pays du Golfe (Arabie saoudite, Émirats arabes unis, Irak, Iran, Koweït, Oman, Qatar) possèdent près de la moitié des réserves prouvées de pétrole et réalisent le tiers de la production mondiale pétrolière. Ainsi, le détroit d'Ormuz voit passer 24 % des exportations pétrolières mondiales. Actuellement, la consommation d'énergie étant en augmentation, la majeure partie de la hausse de la production pétrolière est réalisée par les pays du golfe Persique,.
Le caractère stratégique du détroit est renforcé par la particularité de sa géographie. Long de 212 kilomètres, le détroit d'Ormuz est un espace très étroit. À son point le plus réduit, il ne mesure que  55 km. Du fait de la faible profondeur de ses eaux, il n'y a que deux voies de circulation de 3,2 km de large chacune. Elles sont séparées par une zone tampon de la même largeur qui permet aux navires de ne pas se rencontrer lors du transit. Elles frôlent les eaux territoriales iraniennes et omanaises, ce qui offre aux deux puissances une capacité de contrôle sur la circulation. De plus, les navires sont contraints de circuler entre plusieurs îles (Île d'Ormuz#Topographie et environnement - Hengam - Qechm - Larak) y compris après la sortie occidentale du détroit, au-delà de laquelle les navires croisent à proximité des Petite Tunb et 
Grande Tunb, deux petites îles iraniennes.

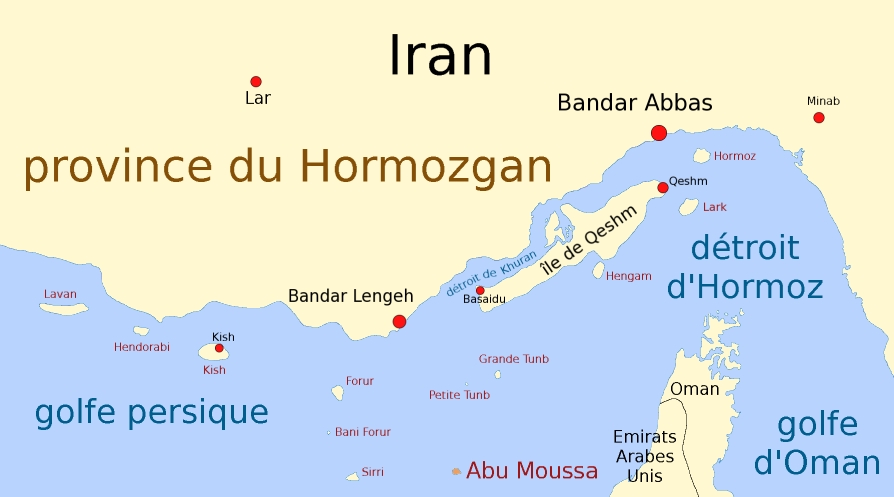
Îles du détroit d'Ormuz.

Du fait de sa situation géographique, le détroit est absolument nécessaire pour les échanges. Ormuz est l'unique voie de sortie satisfaisante du pétrole saoudien, iranien et émirati (soit un quart de la production mondiale de pétrole brut). Les options pour exporter le pétrole sans passer par Ormuz sont limitées. Les pipelines saoudien et émirati qui permettent d'exporter au-delà du golfe en évitant Ormuz ont une capacité d'exportation de pétrole plus limitée. Les deux pays ne peuvent donc pas se passer de leurs exportations par le détroit. Puisqu'il borde les eaux iraniennes, l'Iran à un accès privilégié sur cet espace. Il peut donc l'utiliser, voire en verrouiller l'accès. Le détroit d'Ormuz est ainsi un couloir maritime stratégique, verrou potentiel, au cœur de très importantes ressources pétrolières. Il s'insère dans les échanges de l'océan Indien et plus au loin encore, l'Indo-Pacifique, notamment grâce à ces flux pétroliers.

## Environnement

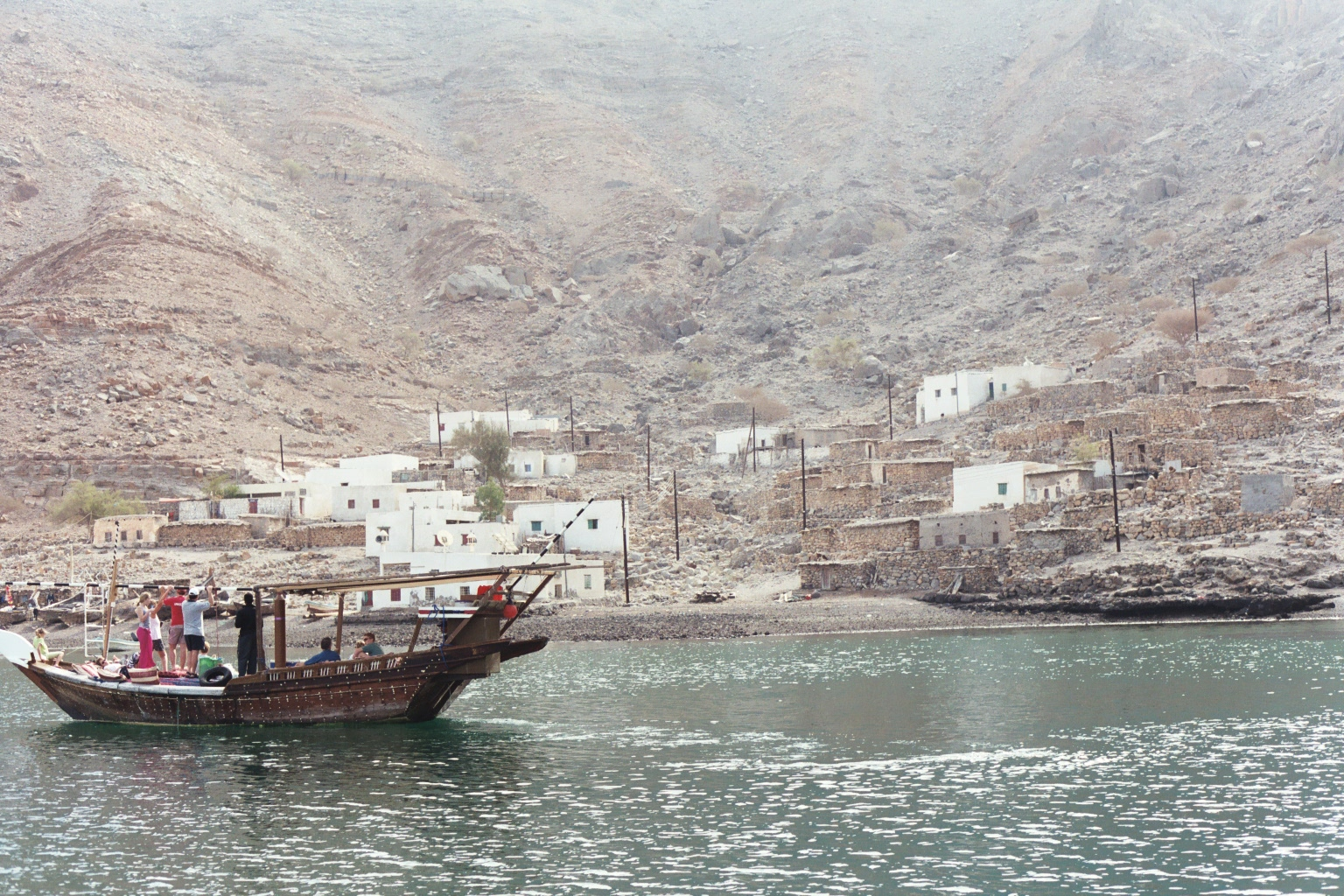
Village de Bukha, côte ouest de la péninsule de Moussandam, nord d'Oman.

La péninsule de Musandam s'ouvre au tourisme (pour ses paysages au relief marqué - un sommet de plus de 2 000 m supporte le radar qui contrôle le trafic de la zone - et pour la plongée sous-marine notamment), malgré une chaleur souvent extrême (source de brumes de chaleur). En dépit des hauts-fonds et des tensions géopolitiques (sources d'épaves et de pollutions graves du golfe Persique liées aux guerres et attaques de pétroliers, de plates-formes de forage et de stocks de pétrole), et en dépit d'une industrialisation du littoral (zones franches destinées à l'industrie et aux activités numériques) la région abrite encore une riche faune aquatique avec par exemple des cétacés et des palétuviers nains (mangrove de Ras El Khaimah). Le détroit et ses littoraux sont aussi un corridor de migration aviaire. La zone reste vulnérable aux risques de "terrorisme maritime"
Les six pays (Arabie saoudite, Bahreïn, Émirats arabes unis, Koweït, Qatar, Oman) du Conseil de coopération du Golfe concentrent environ un tiers des réserves mondiales prouvées de pétrole et un cinquième du gaz.

Ces producteurs de pétrole se sont engagés dans des stratégies de diversification énergétique. L'Arabie saoudite s'est dotée de l'objectif de produire 54 gigawatts (GW) par des énergies renouvelables, dont 41 GW d'énergie solaire, d'ici à 2050.
S'ils atteignent leur objectif cumulé de 80 GW de capacité de production d'électricité renouvelable d'ici 2030, les pays du Golfe Persique pourront économiser 11 000 milliards de litres d'eau (soit 16 % de leur consommation) et 400 millions de barils de pétrole destinés à la génération électrique, selon une nouvelle étude publiée le 20 janvier 2016 par l'IRENA (Agence internationale de l'énergie renouvelable).

### Infographie et dossier
- Charles Lescurier et Guillaume Balavoine, « Les enjeux du détroit d’Ormuz en 5 infographies », sur Le Figaro, 19 juillet 2019 (consulté le 30 décembre 2019)
- Georges Malbrunot, « Sécuriser le détroit d’Ormuz, une mission impossible ? », sur Le Figaro, 25 juillet 2019 (consulté le 30 décembre 2019)